# Wczesna teoria kwantowa
Wczesna teoria kwantowa – zbiór rezultatów badań nad kwantami z lat 1900–1925, które poprzedzały współczesną mechanikę kwantową. Teoria ta nigdy nie została dokończona, ani nie była do końca spójna, lecz była zbiorem heurystycznych opisów, stanowiących pierwszą kwantową poprawkę mechaniki klasycznej. Ogniskowała się głównie na modelu Bohra, a istotny wkład, polegający na kwantyzacji składowej z momentu pędu (co nosiło wówczas nazwę kwantyzacji przestrzeni), pochodził od Arnolda Sommerfelda. To pozwalało na eliptyczne orbity elektronów, zamiast kołowych, i wprowadziło koncepcję degeneracji kwantowej. Teoria poprawnie wyjaśniała efekt Zeemana, z wyjątkiem przyczyny spinu elektronu.
Głównym narzędziem była kwantyzacja Bohra-Sommerfelda, procedura wybierania konkretnego dyskretnego zbioru stanów klasycznego ruchu, jako stanów dozwolonych. Są one podobne do dozwolonych orbit w atomie Bohra. Układ mógł być tylko w tym stanie, a w żadnym stanie pośrednim.

## Podstawy
Podstawowa idea wczesnej mechaniki kwantowej była taka, że ruch w układzie atomowym jest skwantowany, czyli dyskretny. Układ działa według mechaniki klasycznej, z wyjątkiem tego, że nie każdy ruch był dozwolony, a tylko ten, który spełnia warunek wczesnej teorii kwantowej:
{\displaystyle \oint \limits _{H(p,q)=E}p_{i}\,dq_{i}=n_{i}h,}
gdzie {\displaystyle p_{i}} są pędami układu, a {\displaystyle q_{i}} odpowiednimi współrzędnymi. Liczby kwantowe {\displaystyle n_{i}} są całkowite, a całka jest brana po jednym okresie ruchu ze stałą energią (jak opisuje to hamiltonian). Całka jest obszarem w przestrzeni fazowej, która jest wielkością zwaną działaniem i jest skwantowana w jednostkach stałej Plancka. Z tego powodu stała Plancka często jest nazywana kwantem działania.
Aby warunek wczesnej teorii kwantowej miał sens, ruch klasyczny musi być separowalny, tzn. muszą być oddzielne współrzędne {\displaystyle q_{i}} w wyrażeniu, w którym ruch jest okresowy. Okresy różnych ruchów nie są takie same, mogą być nawet nieproporcjonalne, ale musi istnieć zbiór współrzędnych, w których ruch dekomponuje się w sposób wielookresowy.
Motywacją dla wczesnej teorii kwantowej była zasada odpowiedniości, wsparta fizyczną obserwacją, że wielkości, które są skwantowane, muszą być niezmiennikami adiabatycznymi. Dając zasadę kwantyzacji Plancka do oscylatora harmonicznego, warunki określają poprawną klasyczną wielkość do kwantowania w ogólności układu aż do stałej addytywnej.

## Przykłady

### Oscylator harmoniczny
Najprostszym układem we wczesnej teorii kwantowej jest oscylator harmoniczny, którego hamiltonian wynosi:
{\displaystyle H={\frac {p^{2}}{2m}}+{\frac {m\omega ^{2}q^{2}}{2}}.}
Zbiory poziomów H są orbitami, a warunek kwantowy jest taki, że przestrzeń zamknięta przez orbitę w przestrzeni fazowej jest liczbą całkowitą. Co za tym idzie, energia jest skwantowana zgodnie z zasadą Plancka:
{\displaystyle E=n\hbar \omega ,}
wynik, który był znany wcześniej, i użyty do sformułowania warunku wczesnej mechaniki kwantowej. Wynik ten różni się o {\displaystyle {\frac {1}{2}}\hbar \omega } od wyniku dawanego przez współczesną mechanikę kwantową. Stała ta jest zaniedbywana w wyprowadzeniu według wczesnej teorii kwantowej, i używając jej, wartość ta nie może być wykryta. Właściwości termiczne skwantowanego oscylatora można odnaleźć przez uśrednienie energii każdego dyskretnego stanu, zakładając, że zajmowane są one przez rozkład Boltzmanna:
{\displaystyle U={\frac {\sum _{n}\hbar \omega ne^{-\beta n\hbar \omega }}{\sum _{n}e^{-\beta n\hbar \omega }}}={\frac {\hbar \omega e^{-\beta \hbar \omega }}{1-e^{-\beta \hbar \omega }}},\quad {}} gdzie {\displaystyle \beta ={\frac {1}{kT}}.}
kT jest stałą Boltzmanna pomnożoną przez temperaturę absolutną, która jest temperaturą mierzoną w bardziej naturalnych jednostkach. Wielkość β jest w termodynamice bardziej fundamentalna niż temperatura, ponieważ jest to potencjał termodynamiczny odnoszący się do energii.
Łatwo dla tego wyrażenia zauważyć, że dla dużych wartości {\displaystyle \beta ,} dla bardzo niskich temperatur, uśredniona energia U wykładniczo zmierza do zera. Powodem tego jest to, że kT jest typową energią losowych ruchów w temperaturze T, a kiedy jest to mniejsze niż ℏω, nie ma wystarczającej energii, aby nadać oscylatorowi choćby jeden jej kwant. Oscylator pozostaje więc w stanie podstawowym, nie przechowując w sobie żadnej energii.
Oznacza to, że przy bardzo niskich temperaturach, zmiany w energii względem β, lub odpowiednio względem temperatury, również są wykładniczo malejące. Zmiana energii względem temperatury jest ciepłem właściwym, tak więc ciepło właściwe w niskich temperaturach zanika wykładniczo, zgodnie z
{\displaystyle \exp(-\hbar \omega /kT).}
Przy małych wartościach β, a wysokich temperaturach, średnia energia U równa jest {\displaystyle 1/\beta =kT.} Reprodukuje to zasadę ekwipartycji energii mechaniki klasycznej: każdy oscylator harmoniczny o temperaturze T ma średnią energię kT. Oznacza to, że ciepło właściwe oscylatora jest w mechanice klasycznej stałe i równe k. Dla zbioru atomów połączonych sprężynkami, będącego przyzwoitym modelem ciała stałego, całkowite ciepło właściwe równe jest całkowitej liczbie oscylatorów mnożonej przez k. Istnieją trzy oscylatory dla każdego atomu, odpowiadające trzem możliwym kierunkom niezależnych oscylacji w trzech wymiarach. Zatem ciepło właściwe klasycznego ciała stałego zawsze wynosi 3k na jeden atom, lub też, w jednostkach chemicznych, 3R na mol atomów.
Monoatomowe ciała stałe w temperaturze pokojowej mają w przybliżeniu to samo ciepło właściwe, 3k na atom, ale w niskich temperaturach się to zmienia. Ciepło właściwe maleje w niskich temperaturach i w zerze absolutnym spada do zera. Jest to prawdziwe dla wszystkich układów materialnych i nazywa się to trzecią zasadą termodynamiki. Mechanika klasyczna nie potrafi jej wyjaśnić, gdyż jej mechanizm ciepła właściwego jest niezależny od temperatury.
Ta sprzeczność pomiędzy mechaniką klasyczną a ciepłem właściwym zimnych materiałów została odnotowana w XIX w przez Jamesa Clerka Maxwella i pozostawała głęboką zagadką dla obrońców atomowej teorii materii. Został on rozwiązany przez Einsteina w 1906 poprzez propozycję kwantyzacji ruchu atomów. Było to pierwsze zastosowanie teorii kwantowej do układów mechanicznych. Niedługo potem, Peter Debye podał ilościową teorię ciepła właściwego ciała stałego w kontekście skwantowanych oscylatorów o różnych częstotliwościach (patrz: Ciało stałe Einsteina i Model Debye’a ciała stałego).

### Potencjał jednowymiarowy: U = 0
Problemy jednowymiarowe są łatwe do rozwiązania. Przy każdej energii E, wartość pędu p jest dana przez równanie zachowania:
{\displaystyle {\sqrt {2m(E-V(q))}}=p,}
które jest scałkowane po wszystkich wartościach q pomiędzy klasycznymi punktami zwrotnymi, miejscami, w których pęd zanika. Całka jest najprostsza dla cząstki w pudełku o długości L, gdzie warunek kwantowy wynosi
{\displaystyle 2\int _{0}^{L}p\,dq=nh,}
co z kolei daje dozwolone pędy
{\displaystyle p={\frac {nh}{2L}}}
oraz poziomy energetyczne
{\displaystyle E_{n}={\frac {p^{2}}{2m}}={\frac {n^{2}h^{2}}{8mL^{2}}}.}

### Potencjał jednowymiarowy: U = Fx
Kolejny łatwy przypadek z wczesnej teorii kwantowej to potencjał liniowy na dodatniej półosi, stała ograniczająca siłę F, odbijając cząstkę od nieprzenikliwej ściany. Ten przypadek jest znacznie trudniejszy w ujęciu pełnej mechaniki kwantowej, i w przeciwieństwie do innych przykładów, półklasyczna odpowiedź nie jest dokładna, lecz przybliżona, stając się coraz dokładniejsza przy dużych liczbach kwantowych.
{\displaystyle 2\int _{0}^{\frac {E}{F}}{\sqrt {2m(E-Fx)}}\ dx=nh,}
zatem warunek kwantowy wynosi
{\displaystyle {\frac {4}{3}}{\sqrt {2m}}{\frac {E^{3/2}}{F}}=nh,}
co z kolei determinuje poziomy energii,
{\displaystyle E_{n}=\left({\frac {3nhF}{4{\sqrt {2m}}}}\right)^{2/3}.}
W szczególnym przypadku F=mg, cząstka jest ograniczona przez potencjał grawitacyjny Ziemi oraz „ścianę” w postaci jej powierzchni.

## Fale de Broglie
W 1905 Einstein odnotował, że entropia skwantowanych oscylatorów pola elektromagnetycznego, umieszczonych w pudełku, dla małych długości fali równa jest entropii cząsteczkowego gazu zamkniętego w tym samym pudełku. Liczba cząstek punktowych równa jest liczbie kwantów. Einstein wywnioskował, że kwant można potraktować jak obiekt o ustalonym położeniu (zobacz strona 139/140), cząstki światła, i nazwał je fotonami.
Argument teoretyczny Einsteina oparty był na termodynamice, a dokładniej, na zliczaniu stanów, przez co nie był całkowicie przekonujący. Niemniej skonkludował, że światło ma właściwości zarówno fali, jak i cząstki, a bardziej precyzyjnie, że elektromagnetyczna fala stojąca o częstotliwości ω i skwantowanej energii
{\displaystyle E=n\hbar \omega }
powinna być traktowana, jako zawierająca n fotonów o energii ℏω. Jednak Einstein nie potrafił wyjaśnić, w jaki sposób fotony są powiązane z falami.
Fotony, oprócz energii, posiadają również pęd wynoszący ℏk, gdzie k jest liczbą falową fali elektromagnetycznej. Jest to wymaganie teorii względności, gdyż pęd i energia są czterowektorem, podobnie jak częstotliwość i liczba falowa.
W 1924 Louis de Broglie zaproponował nową interpretację warunku kwantowego. Zasugerował, że cała materia, elektrony na równi z fotonami, jest opisana falą, zgodnie z relacją
{\displaystyle p=\hbar k}
lub wyrażeniem z długością fali,
{\displaystyle p={\frac {h}{\lambda }}.}
Zapisał on warunek kwantowy:
{\displaystyle \int p\,dx=\hbar \int k\,dx=2\pi \hbar n,}
zliczając zmianę fazy fal w miarę ich poruszania się po klasycznej orbicie i wymagając, aby była to liczba całkowita mnożona przez 2π. Mierzona w długościach fali, liczba długości fal wzdłuż klasycznej orbity musiała być liczbą całkowitą. Jest to warunek konstruktywnej interferencji i wyjaśniał on warunek kwantyzacji orbit – fale materii tworzyły fale stojące tylko dla dyskretnych częstotliwości, co implikuje dyskretne energie.
Na przykład dla cząstki ograniczonej pudełkiem, fala stojąca musi pasować do podwójnej ilości długości fali pomiędzy ścianami. Warunek przyjmuje postać:
{\displaystyle n\lambda =2L,}
zatem skwantowane pędy wynoszą
{\displaystyle p={\frac {nh}{2L}},}
reprodukując poziomy energetyczne wczesnej teorii kwantowej.
Rozwinięcie to zyskało bardziej zmatematyzowaną formę dzięki Einsteinowi, który zapisał, że funkcja fazy fal {\displaystyle \theta (J,x)} w układzie mechanicznym powinna być identyfikowana z rozwiązaniem równania Hamiltona-Jacobiego, co do którego nawet Hamilton uważał, że jest to krótkofalowy limit mechaniki falowej.
Idee te legły u podstaw rozwoju równania Schrödingera.

## Ograniczenia
Wczesna teoria kwantowa ma pewne ograniczenia:
- Wczesna teoria kwantowa nie daje środków do obliczenia intensywności linii widmowych.
- Nie potrafi również wyjaśnić anomalnego efektu Zeemana (czyli takiego, w którym nie można zaniedbać spinu).
- Nie potrafi kwantować układów chaotycznych, czyli układów dynamicznych, w których trajektorie nie są ani zamknięte, ani okresowe i dla których nie istnieje forma analityczna. Reprezentantem takiego układu jest już atom z dwoma elektronami, który jest klasycznie analogiczny do sławnego grawitacyjnego problemu trzech ciał.

Aczkolwiek można nią opisać atomy z więcej niż jednym elektronem (np. hel), oraz efekt Zeemana. Zaproponowano, że wczesna teoria kwantowa jest półklasycznym przybliżeniem kanonicznej mechaniki kwantowej. Niemniej jej ograniczenia wciąż są tematem badań.